# Bogo, Sežana
Bogo je naselje v Občini Sežana.